# Taxi zum Klo
Taxi zum Klo is een West-Duitse erotische komediefilm uit 1980 geschreven en geregisseerd door Frank Ripploh, die zelf ook de hoofdrol speelt. Ripploh heeft de film grotendeels gebaseerd op zijn eigen leven. Deze gaat over een homoseksuele schoolleraar in het West-Berlijn van rond 1980. Als hij een relatie krijgt met de lieve en zorgzame Bernd kan hij het cruisen in publieke toiletten en herensauna's toch niet laten.
Taxi zum Klo ging in première op 1 november 1980 op de Internationale Hofer Filmtage en op 9 januari 1981 in West-Duitsland. Vanwege de vele zeer expliciete homoseksuele seksscènes is de film in meerdere landen verboden of slechts in kleine roulatie te zien geweest. De VPRO zond Taxi zum Klo in 1985 uit op televisie met een item van Sonja Barend. In 2010 werd Taxi zum Klo opnieuw uitgebracht in Duitsland en in 2019 in Nederland. Bij de Nederlandse heruitgave kopte dagblad Trouw "eerlijkste, uitbundigste en seksueel meest expliciete film over mannenliefde".

## Rolverdeling
| Acteur               | Personage       |
| -------------------- | --------------- |
| Frank Ripploh        | Frank Ripploh   |
| Bernd Broaderup      | Bernd           |
| Orpha Termin         |                 |
| Peter Fahrni         | pompbediende    |
| Hans-Gerd Mehrtens   | jongen in leder |
| Dieter Godde         |                 |
| Klaus Schnee         |                 |
| Bernd Kroger         |                 |
| Markus Voigtlander   |                 |
| Irmgard Lademacher   |                 |
| Gregor Becker        |                 |
| Marguerite Dupont    |                 |
| Eberhard Freudenthal |                 |
| Beate Springer       |                 |
| Millie Büttner       |                 |
| Gitta Lederer        |                 |
| Toller Cranston      | zichzelf        |